# Бугрова Поліна Віталіївна
Полі́на Віта́ліївна Бугро́ва (* 2004) — українська бадмінтоністка; чемпіонка України.

## З життєпису
Народилась 2004 року в місті Харків, де і проживала. Вступила до Харківського політехнічного інституту.
Першим дорослим турніром став чемпіонат Європи з бадмінтону 2020 року в Києві. Здобула кілька медалей на чемпіонатах Європи серед юніорів, включно з бронзою в парному розряді серед дівчат у 2022 році.
Також брала участь у Європейських іграх 2023 року. Посіла друге місце у своїй групі.
Чемпіонка України 2021 та 2023 років (як в одиночному, так і парному розрядах).
На Олімпійських іграх-2024 у другому матчі турнір перемогла Терезу Швабікову з Чехії (2:1), але посіла друге місце й не вийшла у плей-оф.